# Gimnazijka
Gimnazijka je mladinski roman pisatelja Antona Ingoliča. Izdan je bil leta 1967 pri Mladinski knjigi (v Blasnikovi tiskarni). Zanj je prejel Levstikovo nagrado. Sestavljen je iz osmih poglavij, obsega pa 95.000 besed na 274 straneh. Življenjski vzorec je Ingolič našel med srednješolsko mladino, saj je bil dolga leta vzgojitelj.

## Zgodba
Postavljeni smo v 3. letnik ljubljanske gimnazije leta 1965. Ada pripravi doma zabavo, na katero je povabljena tudi njena prijateljica Jelka, ki zanosi. O nosečnosti noče govoriti in jo spretno prikriva. Oče jo ob koncu šolskega leta pospremi na vlak do Pariza, kjer bo izpopolnila svoje znanje francoščine. Med potjo razmišlja o preteklosti, še posebej se spominja tete Katre s Štajerske. Družina Gramont in njihova služkinja Franchon jo lepo sprejmeta. Med enomesečnimi počitnicami si Jelka ogleda pariške znamenitosti, zelo pa se naveže na služkinjo, ki ji stoji ob strani vse do poroda sina Francoisa. Kasneje se preseli k sinu gospe Franchon v severno Francijo. Jelki tam ni všeč in je zelo nesrečna, ker hrepeni po Alpah in zelenih dolinah, priklenjena pa je v rudarskem naselju.
Končno dočaka dan, ko jo pride iskat oče in se z letalom odpeljeta proti Ljubljani. Mati Marjeta je razočarana. Sprva svojo hči celo zavrača, kasneje pa se umiri, saj izve, da za nosečnost ni kriva Jelka sama, ampak gostje na Adini zabavi. Materi tudi ni prav, da je Jelka nosečnost skrivala in da je ni vprašala za nasvet. Jelkinih težav pa še kar ni konec, saj se zaplete pri vpisu v 4. letnik. V tistem času je bilo nenavadno, da bi noseče dijakinje in mame hodile v šolo, vendar jo na koncu le sprejmejo. Družina Stropnik pokliče teto Katro za pomoč pri gospodinjskih opravilih. Jelka je srečna, ker je spet doma v Ljubljani, kjer se lahko sprehaja po njej dobro poznanih poteh in ker ima ob sebi teto Katro.

## Kritika in literarna zgodovina
"Bolj znana je še povest Gimnazijka (1967), v kateri pisatelj ne prikazuje ljudi v socialni stiski, ampak hčerko premožnih in povzpetniških, a neodgovornih staršev, ki zanosi in se nato sooči s svojo »sramoto«. Razplet, kljub misli na samomor, ni tragičen: po odhodu v Pariz se z otrokom vrne domov in nadaljuje šolanje. Gimnazijka je torej predvsem slika težavne poti dekleta sodobnega časa in kritika dvoličnosti in brezsrčnosti ljudi, ki jo obdajajo; kritično osvetlitev dobiva družba tudi prek lika partizana Krta." (Pogačnik 2001: 445)
"Ingolič je s svojim zadnjim romanom "Gimnazijka" skorajda razburil slovenske duhove, zlasti še mladi rod. Romanu na eni strani pritrjujejo, na drugi pa ugotavljajo, da tu mlada generacija še vedno ni prikazana v svoji najgloblji značilnosti. A naj bo tako ali drugače, eni ugotovitvi tu ni mogoče oporekati; z romanom je Ingolič dregnil v aktualen in pereč problem naše resničnosti, ga potem dvignil na dovolj visoko stopnjo družbene pomembnosti ter razširil v splošnejši prikaz sredine, ki take probleme povzroča." (Šifrer 1968: 76)
"Ingoličev roman pa ni pomemben samo zaradi Jelkine zgodbe, četudi takšna, kot je, pomeni spričo svoje pereče aktualnosti eno od boljših pisateljevih pripovedi. Še zanimivejši sta v romanu splošnejša miselna atmosfera, v katero je fabula zavita, ter moralna podoba družbe, iz katere se dviga dekletova tragedija. Ingolič se kaže kot navidez hladen in objektiven registrator različnih mnenj, pogledov in odnosov, v resnici pa ne more zakriti osebnega čutenja od vseh tistih moralnih disonancah, ki se sproščajo in kažejo od Jelkini zgodbi. Vzporedno z razvojem glavne fabule se torej kar sama od sebe pojavljajo nekatera vprašanja splošne človeške morale, ki so sicer ad hoc postavljena, so pa tako bistvena za obstoj človeške družbe in za počutje  slehernega človeškega bitja, da v romanu dobivajo že širše humanistično obeležje. Kakšna je družba, s katero se mora spoprijemati mlado, noseče dekle? Kakšni so ljudje, ki to družbo sestavljajo? Kako bodo na dekletov nesrečni delikt reagirali ljudje iz njene najbližje okolice? Pisatelj ta vprašanja razrešuje ne po nekih naprej začrtanih teoremih, pač pa hodi iskat vzroke in posledice, nasprotja in soglasja v zakladnico svojega življenjskega spoznanja. Ta spoznanja so resnična, njegova in dovolj odkrito izražena. Pomenijo boljši del njegovega ustvarjanja in "Gimnazijke" še posebej in so pristni izraz časa in razmer. Iz takšnih osnov po navadi rasejo dela trajnejše vrednosti." (Šifrer 1968: 76)